# 五十石駅
五十石駅（ごじっこくえき）は、かつて北海道川上郡標茶町オソベツにあった北海道旅客鉄道（JR北海道）釧網本線の駅（廃駅）。駅番号はB60。事務管理コードは▲111605。
廃止前までは上下1本の普通列車が当駅を通過していた。

## 歴史

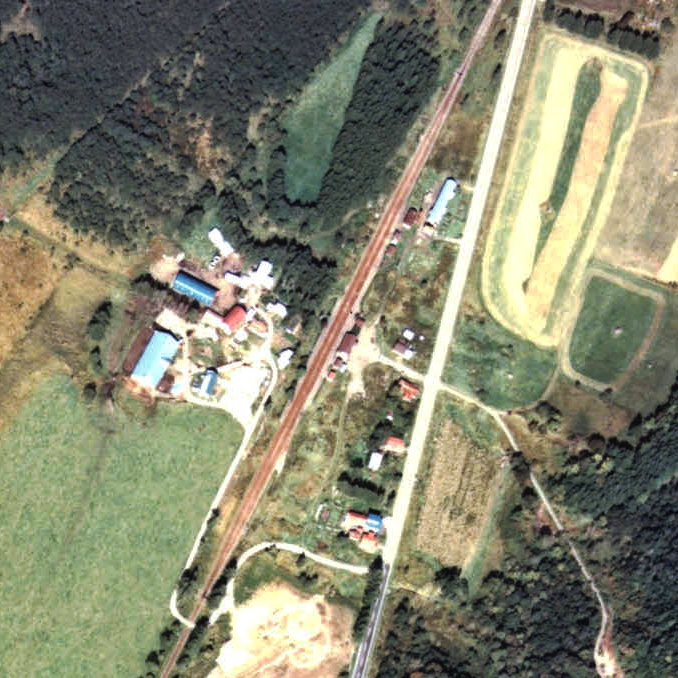
1977年の五十石駅と周囲約500m範囲。上が網走方面。釧路湿原の最北端の駅。現在は周辺の一部が、国立公園内の普通地域という若干の制約がある地区になっている。相対式ホーム2面2線で、かなり早い時期に貨物取扱をやめており、かつては駅舎横の釧路側に貨物ホームと引込み線、駅裏の網走側にも引込み線を有していたが、既に僅かな痕跡しか認められない。戦後間もなくの1948年米軍撮影航空写真では、貨物ホーム側のストックヤードに木材が野積みされているのが認められる。後に駅舎ホーム側へ棒線化されるのに併せ、保線車用として駅舎側の釧路方面に、反対向きに引込み線が設けられた。

- 1927年（昭和2年）9月15日：鉄道省釧網本線釧路駅[注 1] - 標茶駅間開業に伴い開業（一般駅）[3]。
- 1936年（昭和11年）10月29日：釧網線が釧網本線に改称。
- 1949年（昭和24年）6月1日：公共企業体日本国有鉄道（国鉄）に移管。
- 1960年（昭和35年）10月25日：貨物の取り扱いが終了[4]。
- 1973年（昭和48年）2月5日：駅員配置が運転扱い要員のみとなる[5]。荷物の取り扱いが終了。出改札業務が終了。
- 1986年（昭和61年）
  - 11月1日：駅員の配置が終了[6]。電子閉塞化に伴い、列車交換設備を廃止。
  - 11月：駅舎改築に伴い、既存駅舎の公開入札を実施[新聞 1]。
- 1987年（昭和62年）4月1日：国鉄分割民営化に伴い、北海道旅客鉄道（JR北海道）に承継[1]。
- 2016年（平成28年）8月19日：JR北海道が標茶町に対して、2017年（平成29年）3月に実施予定のダイヤ改正で当駅を廃止する意向を文書で通達[新聞 2][新聞 3]。
- 2017年（平成29年）3月4日：利用者減少に伴い、同日実施のダイヤ改正に併せ廃止[JR北 1]。

### 駅名の由来
1973年（昭和48年）に国鉄北海道総局が発行した『北海道　駅名の起源』では、明治20年代にアトサヌプリの硫黄運搬のために釧路川を五十石船がここまでさかのぼってきたための名称、と紹介している。

## 駅構造
単式ホーム1面1線の地上駅。摩周駅管理の無人駅だった。旧下り本線が使われており、かつては上り本線（相対式ホーム）も有していた。駅舎は車掌車を改造したものである。

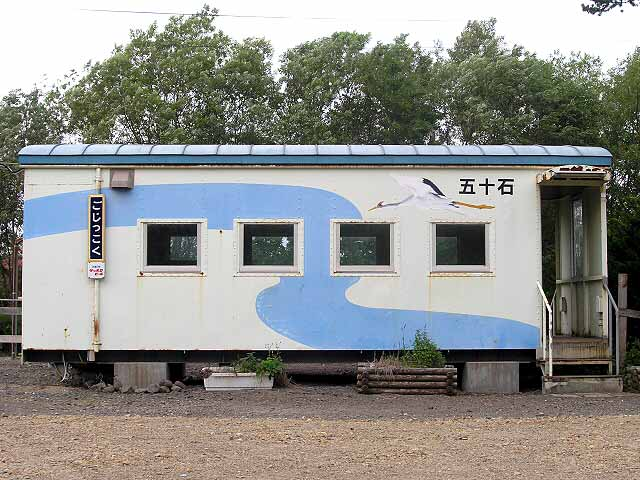
駅舎（2004年9月）
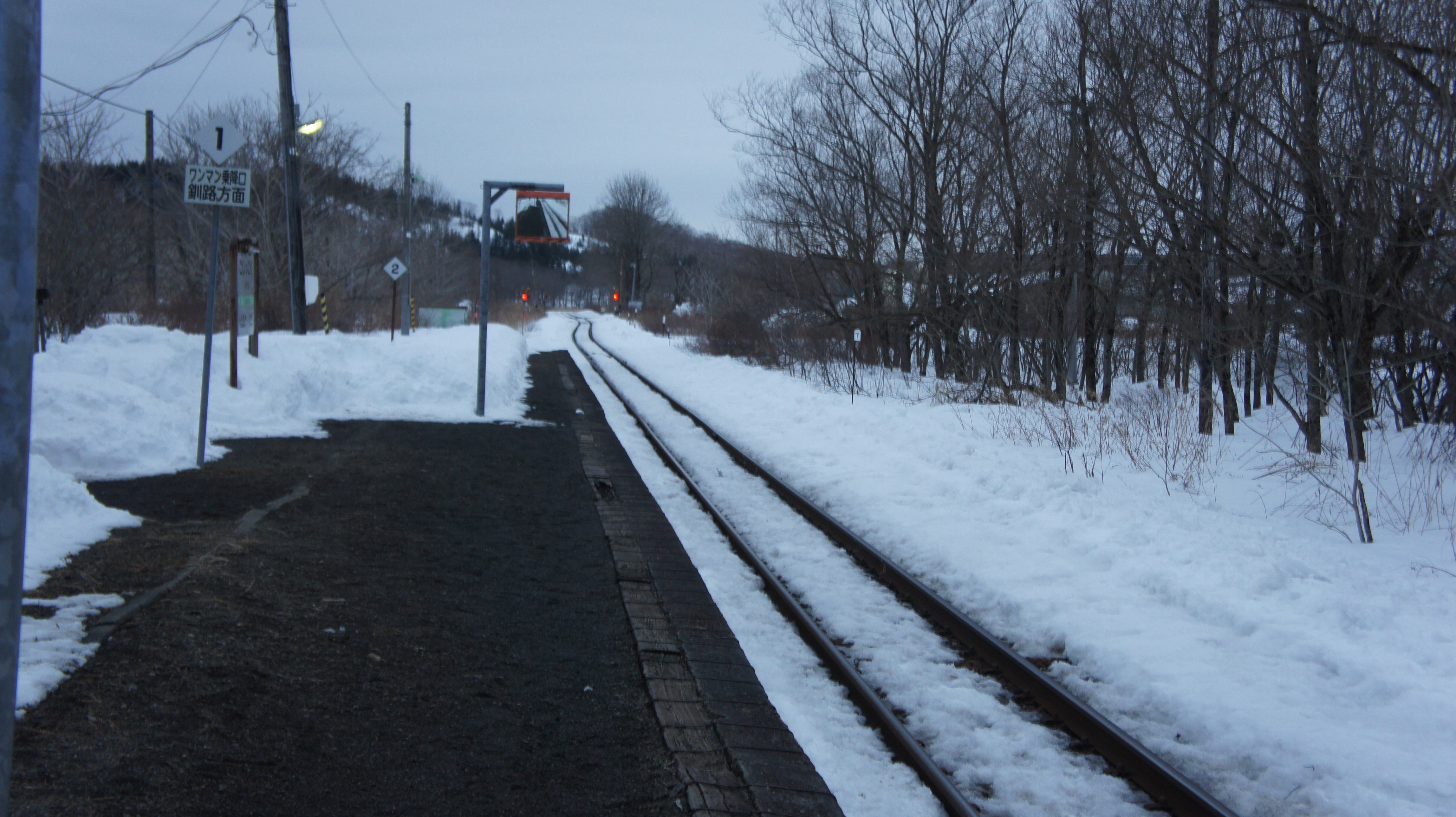
ホーム（2017年2月）
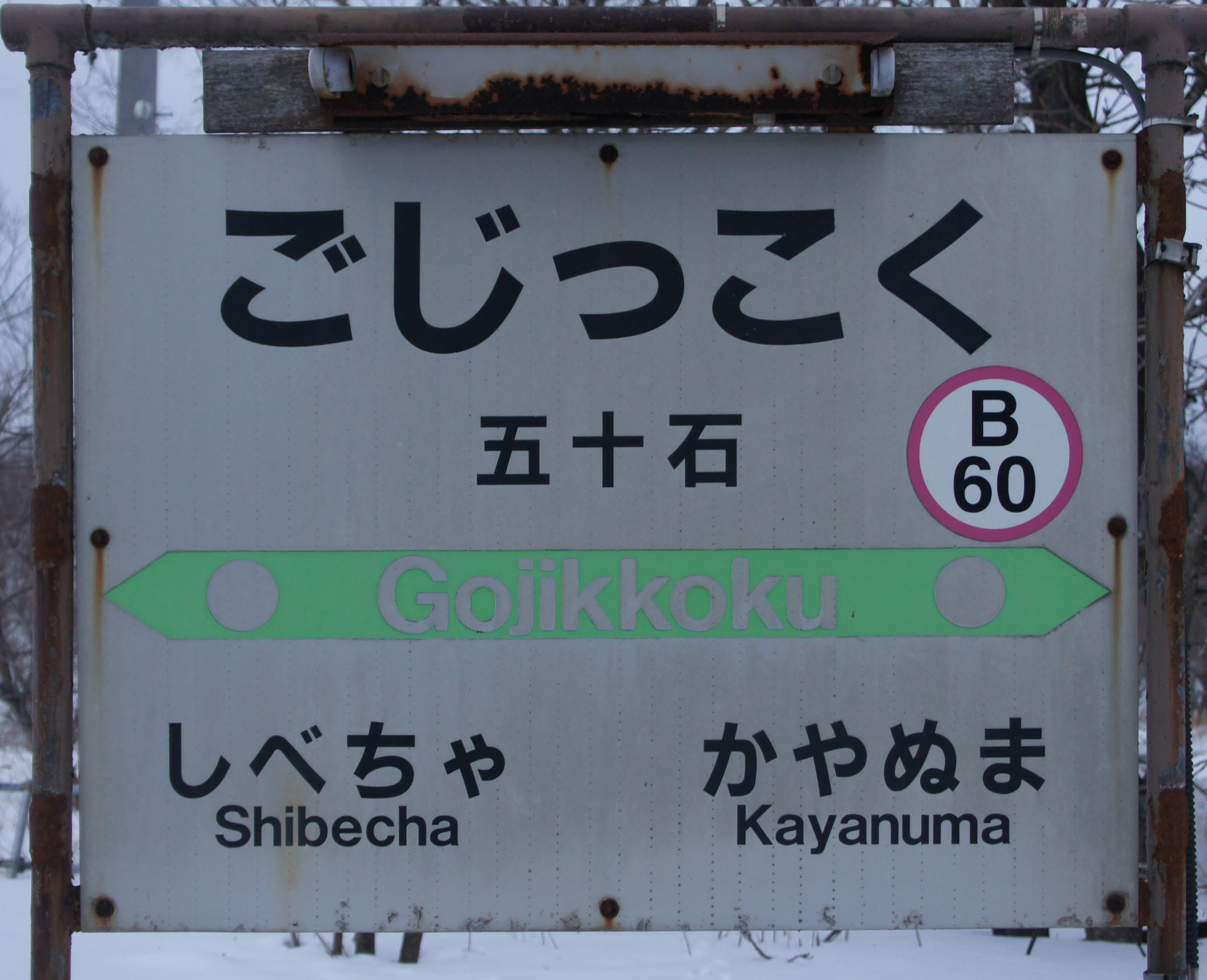
駅名標（2017年2月）
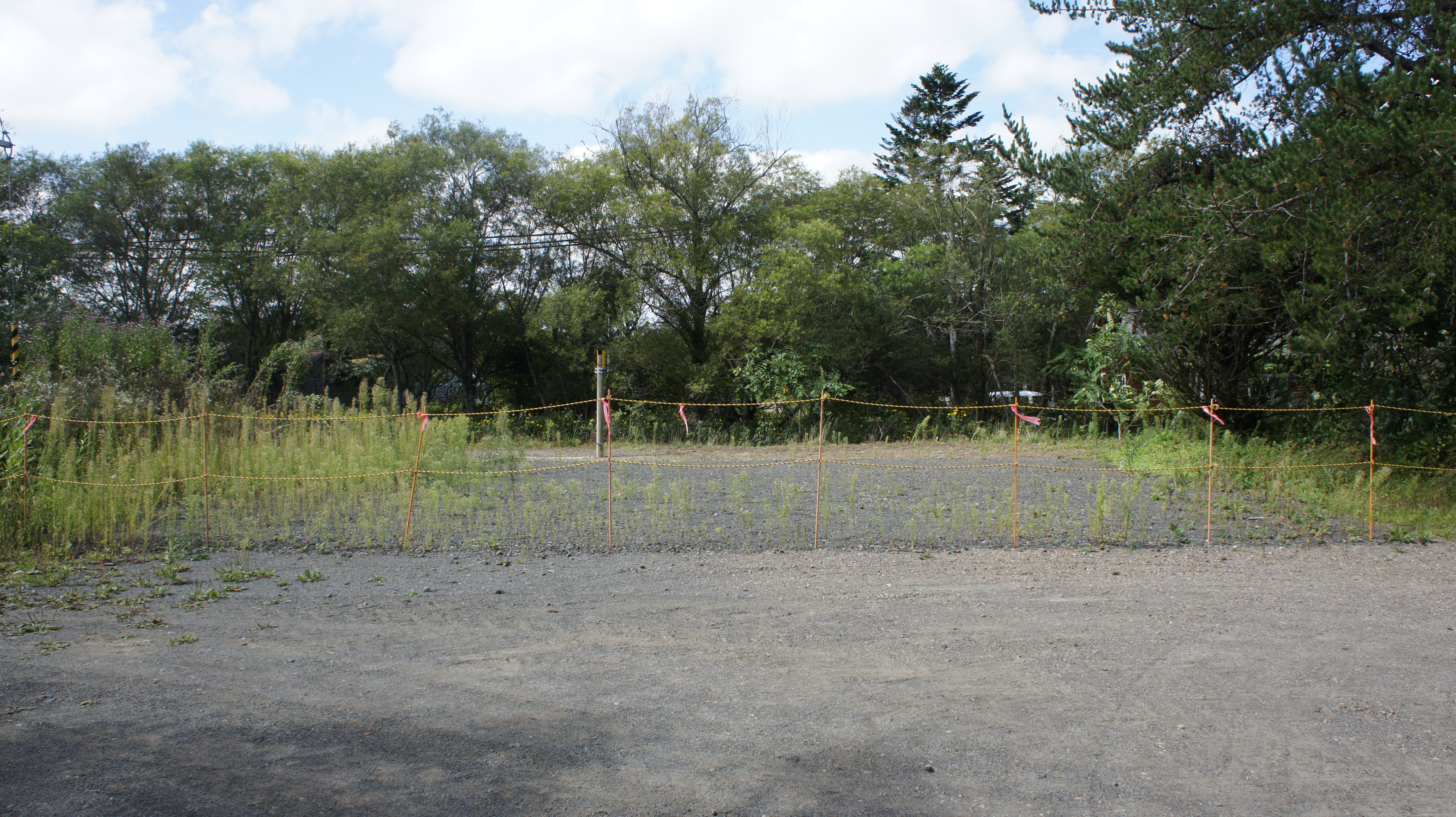
駅舎跡（2018年9月）

## 利用状況
廃止直前の2016年（平成28年）時点で通学などで定期利用している乗客が3人いたが、翌年度以降は1人になる見通しであった。
廃止直前までの乗車人員の推移は以下のとおり。年間の値のみ判明している年については、当該年度の日数で除した値を括弧書きで1日平均欄に示す。乗降人員のみが判明している場合は、1/2した値を括弧書きで記した。
また、「JR調査」については、当該の年度を最終年とする過去5年間の各調査日における平均である。
| 年度               | 乗車人員 | 乗車人員 | 乗車人員 | 出典   | 備考 |
| 年度               | 年間     | 1日平均  | JR調査   | 出典   | 備考 |
| ------------------ | -------- | -------- | -------- | ------ | ---- |
| 1975年（昭和50年） | 825      | （2.3)   |          | [ 9 ]  |      |
| 1976年（昭和51年） | 737      | (2.0)    |          | [ 9 ]  |      |
| 1978年（昭和53年） |          | 2        |          | [ 10 ] |      |
| 1981年（昭和56年） | 365      | (1.0)    |          | [ 9 ]  |      |
| 1982年（昭和57年） | 160      | (0.4)    |          | [ 9 ]  |      |
| 1983年（昭和58年） | 80       | (0.2)    |          | [ 9 ]  |      |
| 1984年（昭和59年） | 50       | (0.1)    |          | [ 9 ]  |      |
| 1985年（昭和60年） | 365      | (1.0)    |          | [ 9 ]  |      |
| 1986年（昭和61年） | 365      | (1.0)    |          | [ 9 ]  |      |
| 1987年（昭和62年） | 365      | (1.0)    |          | [ 9 ]  |      |
| 1988年（昭和63年） | 365      | (1.0)    |          | [ 9 ]  |      |
| 1989年（平成元年） | 365      | (1.0)    |          | [ 9 ]  |      |
| 1990年（平成02年） | 116      | (0.3)    |          | [ 9 ]  |      |
| 1991年（平成03年） | 92       | (0.3)    |          | [ 9 ]  |      |
| 1992年（平成04年） | 31       | (0.1)    |          | [ 9 ]  |      |
| 1993年（平成05年） | 28       | (0.1)    |          | [ 9 ]  |      |

## 駅周辺

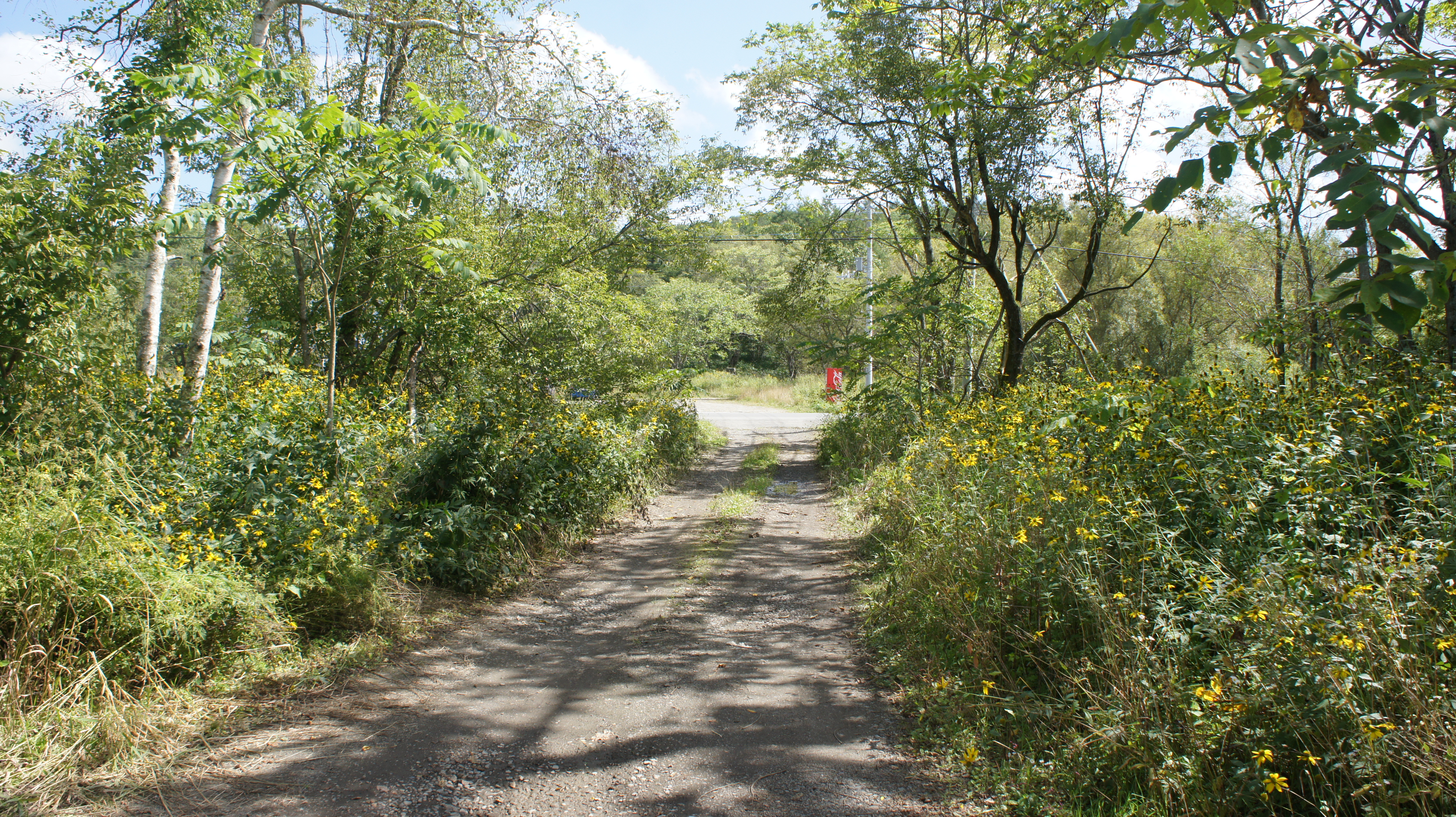
駅前（2018年9月）

小さな集落がある。
- 国道391号
- 標茶町有バス「五十石駅前」バス停[11]

## 隣の駅
北海道旅客鉄道（JR北海道）
■釧網本線（当駅廃止時点）
標茶駅 (B61) - 五十石駅 (B60) - 茅沼駅 (B59)